# Skallflohålen
Skallflohålen är ett naturreservat i Strömsunds kommun i Jämtlands län.
Området är naturskyddat sedan 2015 och är 17 hektar stort. Reservatet ligger öster om Ammerån och består av granskog med död ved och en del tallskog främst i norr.